# Spoorlijn Bouxwiller - Ingwiller
De Spoorlijn Bouxwiller - Ingwiller was een Franse spoorlijn van Bouxwiller naar Ingwiller. De lijn was 6,6 km lang en heeft als lijnnummer 162 000.

## Geschiedenis
De lijn werd aangelegd door de Reichseisenbahnen in Elsaß-Lothringen en geopend op 16 december 1889. In 1953 werd de lijn gesloten en vervolgens opgebroken.

## Aansluitingen
In de volgende plaatsen is of was er een aansluiting op de volgende spoorlijnen:
Bouxwiller
RFN 160 000 tussen Steinbourg en Schweighouse-sur-Moder
Ingwiller
RFN 161 000, spoorlijn tussen Mommenheim en Sarreguemines

## Galerij

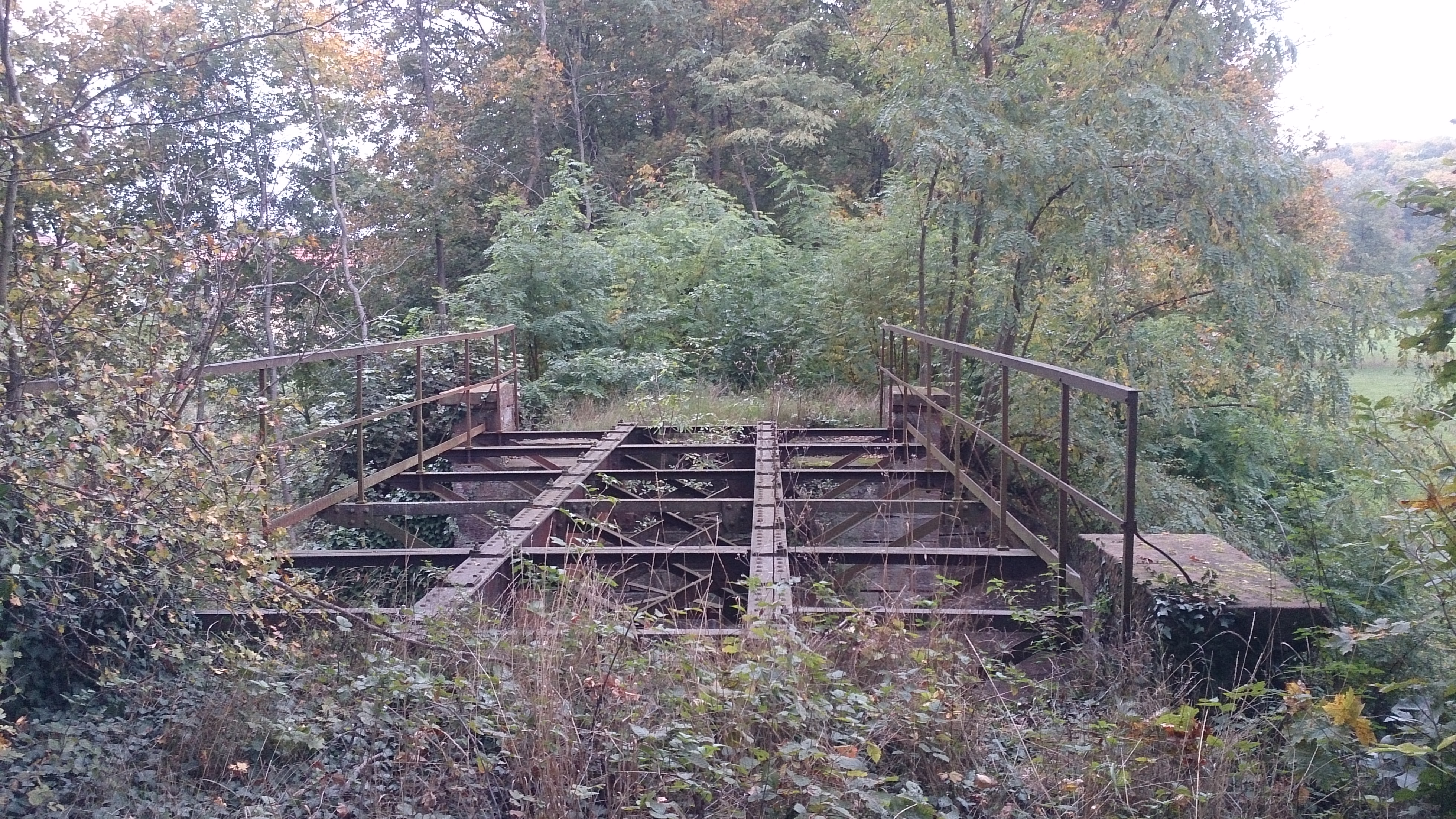
Brug over de Soultzbach
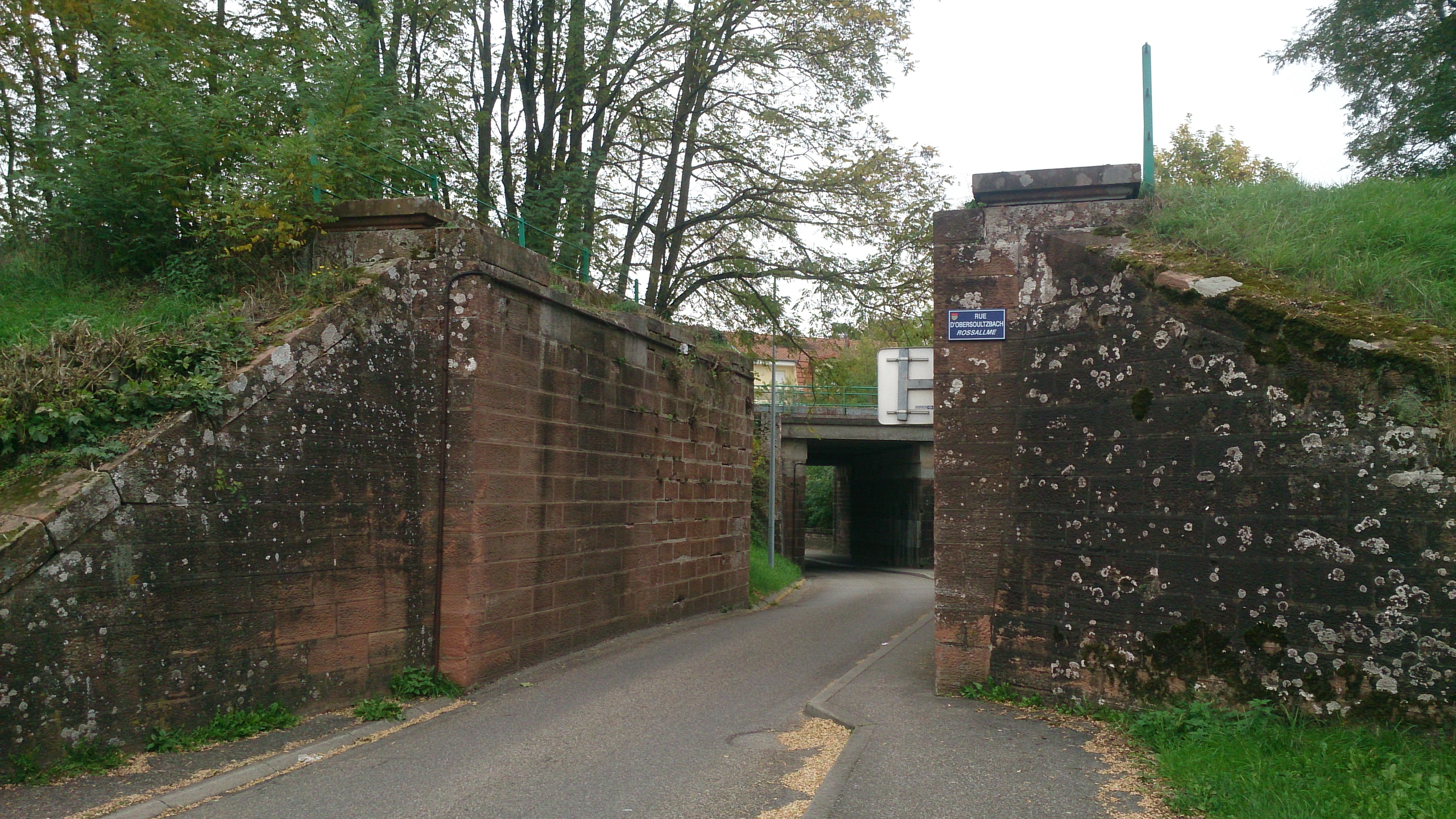
Voormalig viaduct in Ingwiller